# Spiroctenus latus
Spiroctenus latus is een spinnensoort in de taxonomische indeling van de bruine klapdeurspinnen (Nemesiidae).
Spiroctenus latus werd in 1904 beschreven door Purcell.